# Сирокко из страны ветров
«Сирокко из страны ветров» (фр. Sirocco et le Royaume des courants d’air, «Сирокко и царство воздушных течений») — фэнтезийный франко-бельгийский анимационный фильм 2023 года, первая полнометражная работа режиссёра Бенуа Шьё.
Премьера фильма прошла на открытии фестиваля анимационных фильмов в Анси 11 июня 2023 года. В прокат в России фильм вышел 27 июня 2024 года.
Фильм получил хорошие отзывы критиков, которые отмечали очевидное влияние работ Хаяо Миядзаки. Имя заглавного персонажа Сирокко означает южный ветер «сирокко», одна из разновидностей которого называется «гибли» — именно это слово в своё время послужило названием для японской анимационной студии «Гибли».

## Сюжет
Мама оставляет на выходные двух дочек, старшую Кармен и младшую Жюльетту, у своей подруги Агнес, писательницы. Агнес — автор серии фантастических книг о Стране ветров, она всю ночь работала над очередной главой и хочет ненадолго вздремнуть. Маленькой Жюльетте скучно, она перебирает книги о Стране ветров и вдруг из одной из них выпадает жёлтый кукольный человечек. Он тут же рисует на полу мелом классики, прыгая по которым, перемещается обратно в Страну ветров. Жюльетта, которая жаждет приключений, тут же следует за ним, и Кармен вынуждена сопровождать сестру. В полёте по длинному тоннелю девочки превращаются в антропоморфных кошек.
Жюльетта и Кармен оказываются в городе лягушкообразных созданий, живущих в высоких узких многоэтажных жилищах. Мэр города сообщает, что к ним с концертом прибыла знаменитая оперная певица Сельма́, для которой город приготовил подарок — заводную фигурку в виде певицы. В этот момент Жюльетта вырывается вперёд, падает и случайно роняет фигурку, которая ломается. Девочек арестовывают. В тюрьме они пытаются вернуться домой, но жёлтый человечек повредился, и кривые классики, которые он нарисовал, только уменьшили его в размере. Жюльетту передают в качестве подарка Сельме, а Кармен должна стать женой некрасивого сына мэра. Сельма, элегантная дама с головой птицы, слушает рассказ Жюльетты и вместе с ней спасает Кармен от свадьбы. Сельма оказывается сестрой Агнес, которая в реальности была учёной, исследовательницей ветров, которая погибла. Агнес поселила её в созданной ей литературной стране сказок, где Сельма стала певицей благодаря встрече с Сирокко — таинственным волшебником, который повелевает ветрами и иногда насылает на жителей страшные ураганы. Жёлтого человечка изготовил тоже Сирокко, и теперь только он может помочь девочкам вернуться в свой мир.
Сельма с девочками летят в пустынный край, где, как кажется Сельме, должен находиться замок Сирокко. Но то, что они приняли за замок, оказалось тюрьмой для урагана: словно разноцветный воздушный шар, ураган расширяется и, ломая стены тюрьмы, всё увеличивается в размерах. Оказывается, ураганы насылает на жителей не Сирокко, он, наоборот, защищает их от ураганов. Сельма получает ранение и близка к смерти, однако Сирокко спасает её, хотя исчезает сам. Девочки, изобразив при помощи жёлтого человечка неправильные классики, делают ураган маленьким, и он улетает. Сельма при помощи талисмана, подаренного ей Сирокко и хранящего его энергию, перемещает девочек в их мир.
В своём мире девочки встречают проснувшуюся Агнес, которая предлагает им отметить день рождения Жюльетты — ей исполняется пять лет. Задув свечки на торте, девочка загадывает: когда-нибудь снова увидеть Сельму и пусть Сирокко вернётся!

## Роли озвучивали
- Лоис Шарпентье — Жюльетта
- Марин Бертье — Кармен
- Орели Конате — Сельма
- Селия Камени — Сельма (пение)
- Жеральдин Асслен — Агнес
- Пьер Лонье — Сирокко
- Лоран Морто — игрушка
- Эрик Де Старке — мэр
- Давид Дос Сантос — сын мэра

## Награды
- 2023 — Международный фестиваль анимационных фильмов в Анси — Приз зрительских симпатий[7]

## Отзывы
Télérama, отметив оригинальность мультфильма, сравнила его появление с «дуновением свежего и нового воздуха во французской анимации».
Критики единодушно отмечали влияние Миядзаки на стилистику фильма. Из других источников вдохновения назывались японские аниматоры Мамору Хосода и Исао Такахата, авторы комиксов Лионель Фейнингер, Уинзор Маккей и Жан Жиро. Можно найти сходство у летающих «крокодилов» в фильме с Ээхом из мультфильма «Ух ты, говорящая рыба!» Роберта Саакянца, а также кошачьими ипостасями Жюльетты и Кармен и нарядом Макса из книги «Там, где живут чудовища» Мориса Сендака.
По мнению критиков, мир в «Сирокко» — «яркий, живой и разнообразный», при этом он «всегда живёт в ощущении опасности и находится на пороге смерти», хотя «сказочная интонация… значительно смягчает его трагичность».